# جامع العادلية (حلب)
جامع العادلية هو جامع تاريخي يقع غرب جنوب القلعة في حلب.

## التسمية
سمي بالعادلية لأنه مبني بجوار دار العادلية وقيل أنه مسمى على اسم عائلة العادلية الحلبية.

## تاريخ الجامع
بني عام 963هـ الموافق 1555م. وقيل في عام 965هـ الموافق 1557م.
بناه محمد باشا بن أحمد باشا بن دوقة كين في عهد سليمان الأول القانوني. اعاد ترميمه ولي الوقف فؤاد بك العادلي سنة 1342هـ الموافق 1923م.

## الطراز المعماري
للجامع مئذنة اسطوانية واحدة بنيت على الطراز العثماني. للجامع مسقط مربع، يبلغ طول ضلعه 15.6 متر.
للجامع صحن مستطيل الشكل، وله مدخلان شرقي وغربي وفي وسطه حوض ماء للوضوء.

## معرض صور

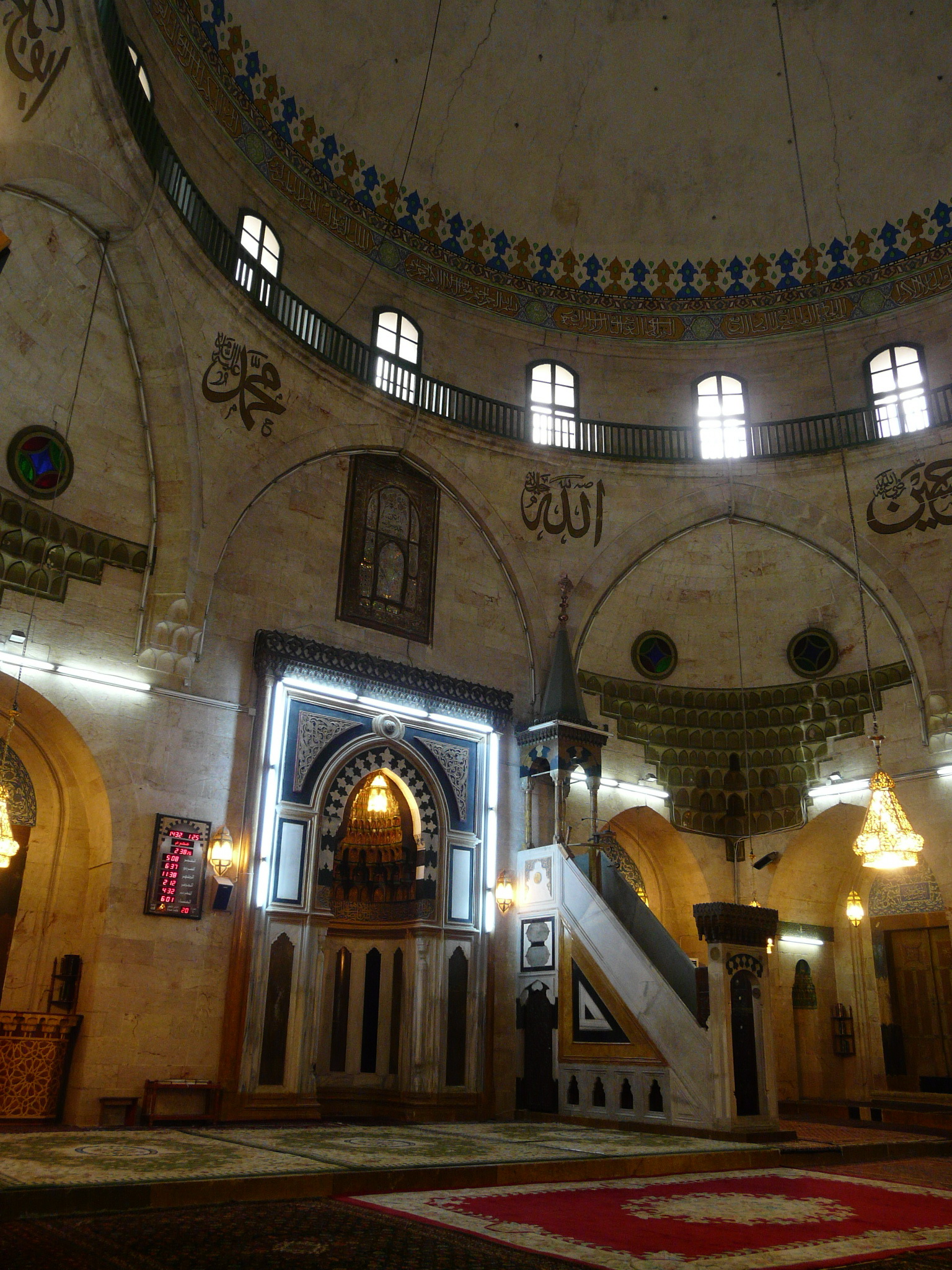
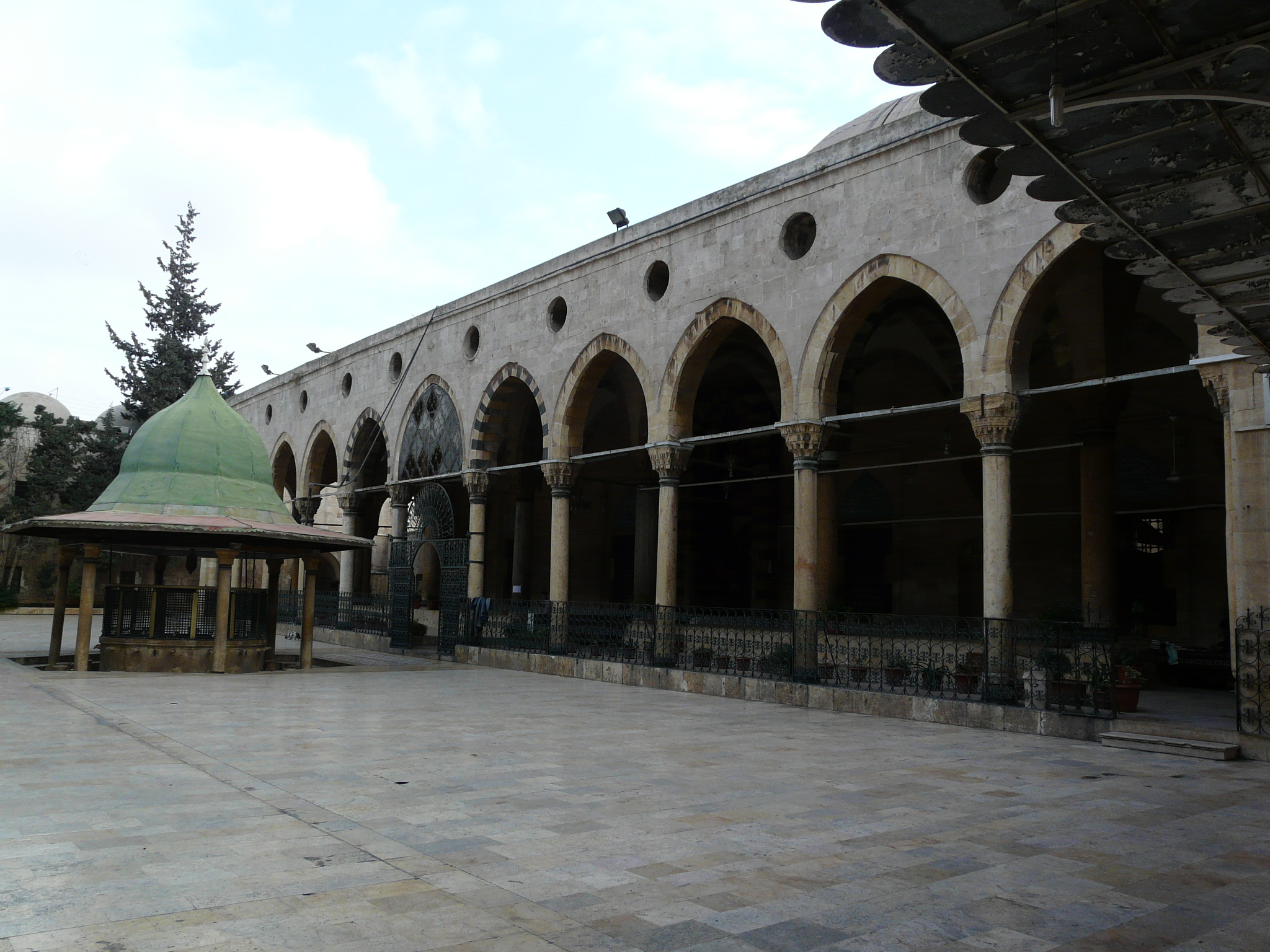
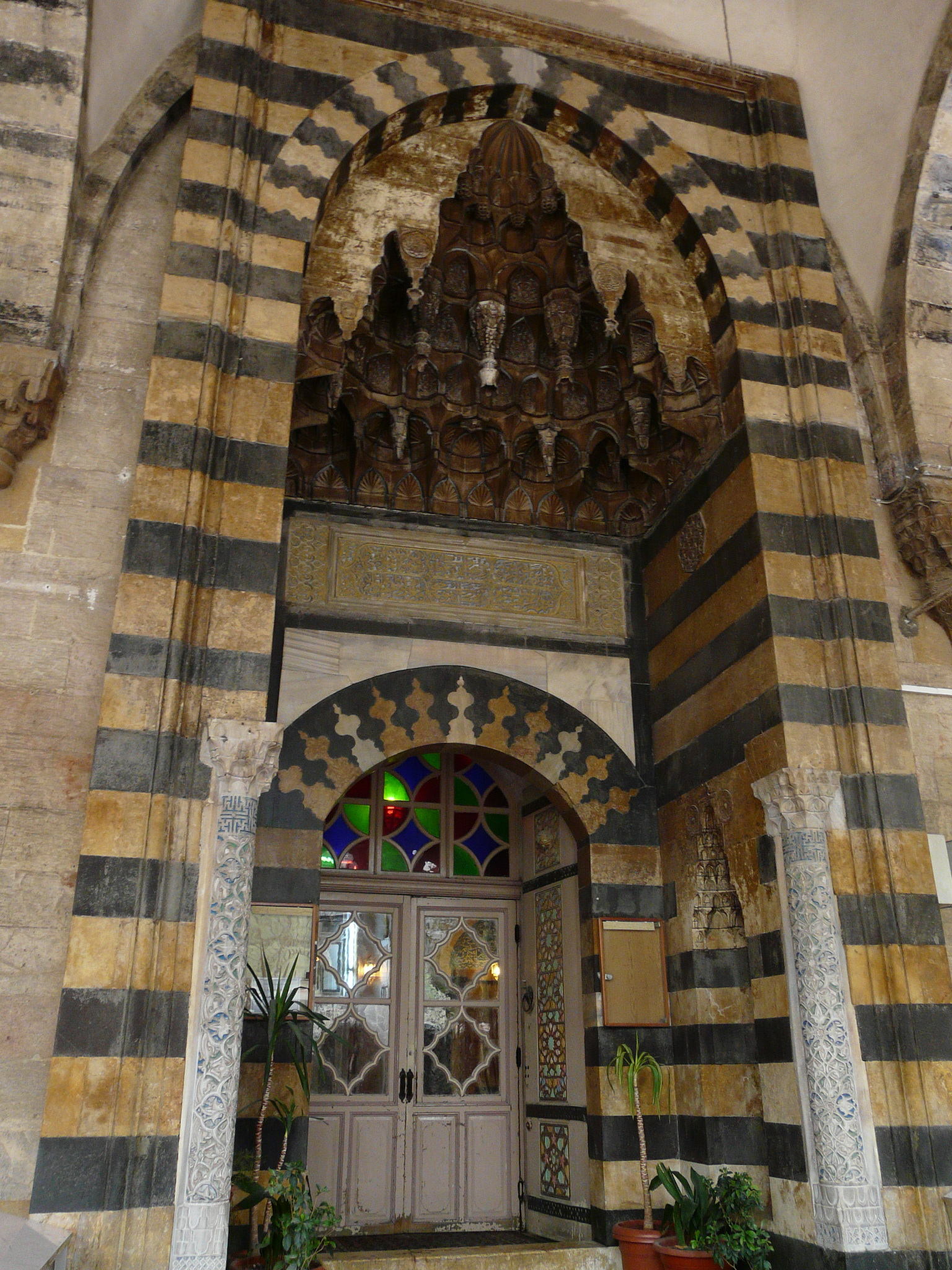
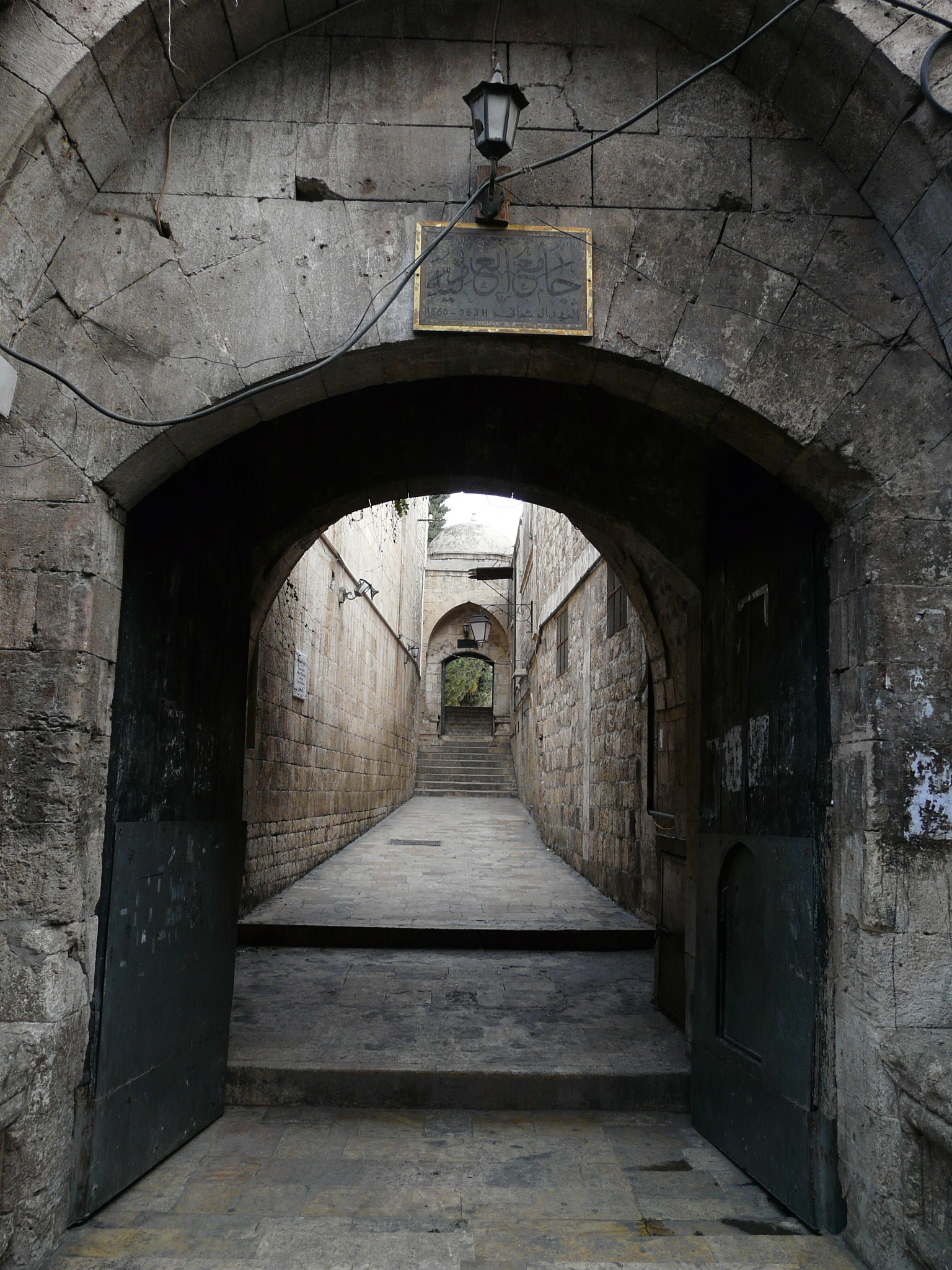